# Karipska zajednica
Karipska zajednica (CARICOM ili CC) organizacija je od petnaest karipskih nacija i nezavinih zemanja sa primarnim ciljem da promoviše ekonomsku integraciju i kooperaciju među svojim članovima, da bi se osiguralo da su koristi od integracije jednako raspodeljene i da bi se koordinirala spoljna politika. Organizacija je osnovana 1973. Njene glavne aktivnosti uključuju koordinaciju ekonomskih politika i planiranje razvoja; osmišljavanje i uspostavljanje posebnih projekata za manje razvijene zemlje iz njegove nadležnosti; deluje kao jedinstveno regionalno tržište za mnoge svoje članice (jedinstveno tržište CARICOM); i rešavanje regionalnih trgovinskih sporova. Sedište sekretarijata je u Džordžtaunu, Gvajana. CARICOM je zvanični posmatrač Ujedinjenih nacija.
CARICOM su osnovali delovi Kariba sa engleskog govornog područja, a trenutno obuhvata sve nezavisne anglofonske ostrvske zemlje plus Belize, Gvajanu i Montserat, kao i sve ostale Britanske karipske teritorije i Bermude kao pridružene članice. Engleski je bio jedini radni jezik tokom 1990-ih. Organizacija je postala višejezična dodavanjem Surinama na kome se govori holandski 1995. i frankofonskog Haitija 2002. godine. Pored toga, sugerisano je da i španski postane radni jezik. U julu 2012. godine CARICOM je najavio da se razmatra dodela statusa službenog jezika francuskom i holandskom. Godine 2001, šefovi vlada su potpisali revidirani Ugovor iz Čagvaramasa kojim su uklonjene prepreke ostvarenju ideje o zajedničkom tržištu CARICOM zemalja članica. Deo revidiranog ugovora uspostavlja i sprovodi Karipski Sud pravde.

## Članstvo
Trenutno CARICOM ima 15 punopravnih članova, 5 pridruženih članova i 8 posmatrača. Svi pridruženi članovi su Britanske prekomorske teritorije, a trenutno nije utvrđeno koju će uloga biti pridruženi članovi imati. Posmatrači su države koje učestvuju u barem jednom tehničkom odboru CARICOM-a. Iako grupa ima bliske veze s Kubom, ta je nacija isključena zbog nedostatka potpuno demokratskog unutrašnjeg političkog uređenja. Tokom 2017. godine Kuba i Karipska zajednice (CARICOM) potpisali su „Sporazum CARICOM-Kuba za trgovinsku i ekonomsku saradnja” kako bi se omogućile bliže veze.
| Status            | Ime                         | Datum pristupanja | Napomene                                       |
| ----------------- | --------------------------- | ----------------- | ---------------------------------------------- |
| Pun član          | Antigva i Barbuda           | 4. jul 1974       |                                                |
| Pun član          | Bahame                      | 4. jul 1983       | Nije deo carinske unije                        |
| Pun član          | Barbados                    | 1. avgust 1973    | Jedan od četiri osnivačka člana                |
| Pun član          | Belize                      | 1. maj 1974       |                                                |
| Pun član          | Dominika                    | 1. maj 1974       |                                                |
| Pun član          | Grenada                     | 1. maj 1974       |                                                |
| Pun član          | Gvajana                     | 1. avgust 1973    | Jedan od četiri osnivačka člana                |
| Pun član          | Haiti                       | 2. jul 2002       | Proviziono članstvo od on 4. jula 1998         |
| Pun član          | Jamajka                     | 1. avgust 1973    | Jedan od četiri osnivačka člana                |
| Pun član          | Montserat                   | 1. maj 1974       | Britanska prekomorska teritorija               |
| Pun član          | Sent Kits i Nevis           | 26. jul 1974      | Pridružila se kao Sent Kristofer-Nevis-Angvila |
| Pun član          | Sveta Lucija                | 1. maj 1974       |                                                |
| Pun član          | Sent Vinsent i Grenadini    | 1. maj 1974       |                                                |
| Pun član          | Surinam                     | 4. jul 1995       |                                                |
| Pun član          | Trinidad i Tobago           | 1. avgust 1973    | Jedan od četiri osnivačka člana                |
| Pridružena zemlja | Angvila                     | jul 1999          | Britanska prekomorska teritorija               |
| Pridružena zemlja | Bermudi                     | 2. jul 2003       | Britanska prekomorska teritorija               |
| Pridružena zemlja | Britanska Devičanska Ostrva | jul 1991          | Britanska prekomorska teritorija               |
| Pridružena zemlja | Kajmanska Ostrva            | 16. maj 2002      | Britanska prekomorska teritorija               |
| Pridružena zemlja | Terks i Kejkos              | jul 1991          | Britanska prekomorska teritorija               |
| Posmatrač         | Aruba                       |                   | Konstitutivna zemlja Holandske kraljevine      |
| Posmatrač         | Kolumbija                   |                   |                                                |
| Posmatrač         | Kurasao                     |                   | Konstitutivna zemlja Holandske kraljevine      |
| Posmatrač         | Dominikanska Republika      |                   |                                                |
| Posmatrač         | Meksiko                     |                   |                                                |
| Posmatrač         | Portoriko                   |                   | Neinkorporirana teritorija Sjedinjenih Država  |
| Posmatrač         | Sveti Martin                |                   | Konstitutivna zemlja Holandske kraljevine      |
| Posmatrač         | Venecuela                   |                   |                                                |

## Spoljašnje veze
- Zvanični veb-sajt
- Official Blog Архивирано на веб-сајту  (30. јануар 2020) CARICOM Today
- CARICOM Representation Office in Haiti (CROH)
- CARICOM Statistics: Statistical information compiled through the CARICOM Secretariat
- Radio CARICOM: the voice of the Caribbean Community (Press Release)
- Caricom Law: Website and online database of the CARICOM Legislative Drafting Facility (CLDF)
- Caricom Trade Support Programme: Government of Trinidad and Tobago
- CARICOM Trade Support Programme Loan Архивирано на веб-сајту  (29. март 2015)
- Rapid Exchange System for Dangerous Non-food Consumer Goods (CARREX): Front end for Consumer Product Incident Reporting[мртва веза]
- PANCAP Архивирано на веб-сајту  (31. август 2009): Pan Caribbean Partnership Against HIV/AIDS
- CARICOM Regional Organisation for Standards and Quality (CROSQ)
- „CARICOM (Revised Treaty)” (PDF). (573 KB)
- EU Style Structure Evident in CARICOM
- Haiti suspends ties with CARICOM
- Jamaica Gleaner News - Haiti could return to CARICOM
- Haiti re-admitted?
- Caricom and Haiti: The raising of the Caribbean's 'Iron Curtain'
- How viable is a single Caribbean currency? Part II
- How viable is a single Caribbean currency? Part III
- The Dominican Republic in Caricom? Yes, we can Архивирано на веб-сајту  (20. јун 2017)
- Bureau recommends re-examination of Dominican Republic's proposed membership in CARICOM Архивирано на веб-сајту  (20. јун 2017)
- Guyana Journal (2007-07): Advancing Integration Between Caricom and Central America Архивирано на веб-сајту  (10. март 2010)
- EDITORIAL: We may just have to dump CARICOM, July 4, 2010, Jamaica Gleaner
  - Commentary: Gleaner newspaper suggests disbanding CARICOM Архивирано на веб-сајту  (20. јун 2017), July 5, 2010, Caribbean Net News
- Does Caricom have a future? , 6 July 2010, BBC.co.uk
- That elusive governance structure, 7 July 2010, BBC.co.uk